# 往来物
往来物（おうらいもの）は、平安時代後期から明治時代初頭にかけて、主に往復書簡などの手紙類の形式をとって作成された初等教育用の教科書の総称である。

## 歴史

### 平安時代
平安時代後期より公家などの文筆に携わる人々が往復書簡（往来）の形式を採った文例集（消息集）に由来している（同じような形式のものは、中国伝来とされる『杜家立成雑書要略』が正倉院宝物中にあるが、当時の中国の書式を元により整理された形式となっており、往来物が中国のものの影響を受けながらも日本独自に発展していったことがわかる）。だが、後世に入ると武士や商人・農民など身分それぞれの必要に合わせた知識や慣習を盛り込んだものや習字用の｢字尽し｣など書簡形式をとらないもの、地理や歴史、道徳的な要素を盛り込んだものなど、多彩な形式の往来物が著された。江戸時代には寺子屋などの教材として様々な往来物が執筆され、特に寺子屋の教師の中に自前の往来物を著す者が多かったことからその総数を把握することは不可能に近いが、現存するものは約7,000種と言われている。
現存する最古のものは、文章博士や大学頭を務めた平安時代末期の学者・藤原明衡のものとされる『明衡往来』（『雲州往来』・『雲州消息』とも）と言われており、月ごとにその月にまつわる行事などの文例をまとめた12か月分によって構成されている。これとほぼ同時代の作品と言われているものに『高山寺本古往来』・『季綱往来』・『東山往来』・『和泉往来』などがある。

### 鎌倉時代から安土桃山時代まで
鎌倉時代には毎月2通分の往復書簡で季節感や行事を織り込んだ『十二月往来』が著され、後世の往来物の手本となった。その後室町時代前期にかけて『貴嶺問答』・『雑筆往来』、そして中世往来物の代表作とされる『庭訓往来』が現れた。当時の武家社会の実情に即してかつ簡明ながらも生活に必要な実用的知識を網羅的に収録したこの本は江戸時代まで往来物の定番とされた。続いて物語的色彩の強い『富士野往来』や類聚形式の『尺素往来』などが出された。この時代までの往来物は公家や僧侶などの知識人によって書かれることが多く、こうした江戸時代以前の作品をまとめて「古往来（こおうらい）」と呼ぶ。
古往来は現存するもので約40余りを数えるが、以下の5種類に分類することができる。
- 『明衡往来』に代表される実際に用いられる形式の書簡を無造作に集めたもの。
- 『十二月往来』に代表される1年12ヶ月の月単位に配列して書簡の文例を示したもの。
- 『雑筆往来』に代表される書簡に用いられる語句・単文を列挙したもの。
- 『庭訓往来』に代表される書簡形式を採った単語集・知識集で、書簡の形式とともに必要な知識を身に付けさせることを目指したもの。
- 『富士野往来』に代表される書簡のみならず公文書などの他の文書の文例を織り交ぜたもの。

### 江戸時代以降
江戸時代に入ると、『庭訓往来』のような既成の往来物に加えて新たな往来物が目的に応じて著されるようになった。農村向けのものとしては農事暦の要素を織り込んだ『田舎往来』・『農業往来』・『百姓往来』などが、都市の商人向けのものとしては『商売往来』・『問屋往来』・『呉服往来』・『万祥廻船往来』などが代表的な往来物としてあげられる。『富士野往来』に始まる歴史物語を織り込んだものは「武家往来」とも呼ばれ、十返舎一九が伝記型の往来物を確立し、更に史詩型の往来物へと発展した。また、子供達の関心を呼ぶために他地域の地理や風物・物産などを織り込んだ往来物も作られ、『日本国尽』・『都名所往来』・『浪花往来』・『中仙道往来』、そして明治維新期には『世界風俗往来』まで作成されるに至った。
日常生活に必要な実用知識や礼儀作法に立脚した往来物は、識字率を高めるなど近世までの日本の高度な庶民教育を支える原動力となったものとして、日本の教育史上高く評価されている。